# 孫亦謙
孫亦謙（？年—？年），字吉生，直隸省遵化直隸州玉田縣人，宣統三年進士。

## 生平
- 光緒三十三年（1907年）春，入學北洋大學堂工科土木工學門乙班生[2]，宣統二年畢業。
- 光緒三十四年（1908年），北洋大學堂預備班學生，中西文俱考列最下等[3]。
- 宣統二年，北洋大學堂預科補習期滿，獎給拔貢生[4]
- 宣統三年三月，學部會考北洋大學堂畢業學生，得68.77分，列中等[5]
- 宣統三年四月，賞給進士出身，以主事分部儘先補用[6]。
- 宣統三年，分郵傳部主事補用[7]。
- 民國三年（1914年）5月，漢粵川路總公所第六隊工程學員[8]
- 民國十九年（1930年）11月，隴海路台運支線測量隊幫工程司[9]。